# Irina Strakhova
Irina Strakhova (née le 4 mars 1959 à Novossibirsk) est une athlète russe spécialiste de la marche athlétique.
Elle se révèle durant la saison 1987 en remportant, sous les couleurs de l'URSS, le titre du 10 km marche des Championnats du monde de Rome, épreuve de marche féminine disputée pour la première fois dans cette compétition. Avec le temps de 44 min 12 s, Strakhova devance de onze secondes l'Australienne Kerry Saxby. Deuxième de la Coupe du monde de marche en 1987, elle remporte l'épreuve en 1991 et échoue la même année au pied du podium des Mondiaux de Tokyo.

## Palmarès
| Année | Compétition              | Lieu     | Résultat | Épreuve |
| ----- | ------------------------ | -------- | -------- | ------- |
| 1987  | Championnats du monde    | Rome     | 1re      | 10 km   |
| 1987  | Coupe du monde de marche | New York | 2e       | 10 km   |
| 1991  | Championnats du monde    | Tokyo    | 4e       | 10 km   |
| 1991  | Coupe du monde de marche | San Jose | 1re      | 10 km   |

## Records
- 5 km : 21 min 43 s(1987)
- 10 km : 42 min 44 s(1991)
- 20 km : 1 h 34 min 31 s(1987)